# Auf den Schwingen des Adlers
Das Buch Auf den Schwingen des Adlers (Im englischen Original 1983 erschienen als: On Wings of Eagles) ist ein Thriller und Tatsachenroman von Ken Follett, der die Befreiung zweier US-Amerikaner aus einem iranischen Gefängnis zur Zeit der iranischen Revolution zwischen 1978/1979 schildert.

## Handlung
Der Roman basiert auf einer wahren Begebenheit. Zwischen 1978 und 1979 wird während der islamischen Revolution im Iran die Regierung des Schahs gestürzt. In dieser hitzigen Atmosphäre werden die beiden US-Amerikaner Paul Chiapparone und Bill Gaylord in Teheran ohne Angabe von Gründen verhaftet. Sie sind die ranghöchsten Mitarbeiter der Firma EDS Corporation Iran, einer Tochtergesellschaft der Electronic Data Systems Corporation (EDS) und arbeiten im Auftrag der iranischen Regierung in Teheran. Ross Perot, der Aufsichtsratsvorsitzende von EDS, ist von der Unschuld von Chiapparone und Gaylord überzeugt und setzt alles daran, die beiden freizubekommen. Auf diplomatischem Wege ist dies aber nicht möglich, da die beiden Amerikaner von den Iranern als politische Geiseln betrachtet werden. Perot fürchtet um das Leben seiner beiden Angestellten und stellt einen Befreiungstrupp aus EDS-Mitarbeitern unter der Führung von Arthur D. Simons, einem ehemaligen Offizier der US-Armee, zusammen. Gemeinsam mit iranischen Verbündeten gelingt die Rettung aus dem Gefängnis, doch nun folgt eine gefährliche und abenteuerliche Flucht auf dem Landweg aus dem Iran in die Türkei.

## Entstehung des Buchs
Die Befreiungsaktion, genannt Operation HOTFOOT (“Help our two friends out of Tehran”), gelangte nach ihrer geglückten Durchführung weltweit in die Schlagzeilen. Perots Frau Margot brachte ihren Mann darauf, die Story von Ken Follett veröffentlichen zu lassen, dessen Buch Die Nadel sie begeistert hatte. Follett nahm den Auftrag an, wurde aber, entgegen anderslautenden Gerüchten, nicht von Perot dafür bezahlt.

## Der Film
1986 verfilmte der Regisseur Andrew V. McLaglen unter dem Titel On Wings Of Eagles (deutscher Titel: Auf den Schwingen des Adlers) die dramatischen Ereignisse als TV-Mini-Serie mit unter anderem Burt Lancaster und Richard Crenna in den Hauptrollen. Der Zweiteiler hält sich dabei eng an die realen Geschehnisse und gibt einen historischen Einblick in die Zeit der iranischen Revolutionswirren.

## Vergleichbare Aktionen
Die vergleichbare Befreiungsaktion Canadian Caper von sechs Amerikanern aus Teheran ist als Spielfilm Argo verfilmt worden. Die Operation Eagle Claw ist der gescheiterte Versuch die Geiselnahme von Teheran militärisch zu lösen. Sie wird auch im Buch erwähnt.